# Коце (Бари)
Коце (итал. Cozze) је насеље у Италији у округу Бари, региону Апулија.
Према процени из 2011. у насељу је живело 73 становника. Насеље се налази на надморској висини од 13 м.